# Mihael Žaper
Mihael Žaper (Osijek, 11. kolovoza 1998.) hrvatski je nogometaš koji trenutačno igra za splitski Hajduk na poziciji obrambenog veznog igrača.

## Vanjske poveznice
- Profil na Transfermarktu
- Profil na Soccerwayu